# Хара (Оклахома)
Хара (енгл. Harrah) град је у америчкој савезној држави Оклахома.

## Демографија
По попису из 2010. године број становника је 5.095, што је 376 (8,0%) становника више него 2000. године.
| Група             | 2000.         | 2010.         |
| Белци             | 4.073 (86,3%) | 4.181 (82,1%) |
| Афроамериканци    | 32 (0,7%)     | 50 (1,0%)     |
| Азијати           | 12 (0,3%)     | 36 (0,7%)     |
| Хиспаноамериканци | 117 (2,5%)    | 203 (4,0%)    |
| Укупно            | 4.719         | 5.095         |